# Абаяська сільська рада
А́баяська сільська рада (ест. Abaja külanõukogu, рос. Абаяский сельский совет) — сільська рада в Естонській РСР, адміністративно-територіальна одиниця в складі повіту Ярвамаа (1945—1950) та Пайдеського району (1950—1954).

## Населені пункти
Адміністративний центр — село Абая.

## Історія
8 серпня 1945 року на території волості Вяйньярве в Ярваському повіті утворена Абаяська сільська рада з центром у селі Абая. 
26 вересня 1950 року, після скасування в Естонській РСР повітового та волосного поділу, сільська рада ввійшла до складу новоутвореного Пайдеського сільського району.
17 червня 1954 року в процесі укрупнення сільських рад Естонської РСР Абаяська сільська рада ліквідована. Її територія склала південну частину Ваоської сільської ради.